# Leonhardt Schiffahrt
Die Reederei Leonhardt Schiffahrt wurde 1974 in Hamburg von Bernd Leonhardt gegründet.

## Geschichte
1974 gründete Bernd Leonhardt, ältester Sohn des Reeders Hans Leonhardt, in Hamburg die Reederei Leonhardt Schiffahrt und begann mit den Schiffen Iserlohn und Marburg, die er von der Hapag-Lloyd AG gekauft hatte. Er taufte die 1958 in Lübeck bei Orenstein & Koppel gebauten Frachtmotorschiffe mit 5150 BRT in Leo Soling und Leo Star um. Es waren sogenannte Zwischendecker, die er in der Trampfahrt einsetzte.
Er bestellte außerdem bei der japanischen Kagoshima Dockyard & Iron Co. Ltd. ein Frachtmotorschiff mit 4.850 BRT, dieses auf den Namen Leo Tempest getaufte  Frachtmotorschiff war ein Singledecker und wurde 1975 abgeliefert. 1978 erhielt er von der gleichen Werft das Frachtmotorschiff Leo Tornado mit 5.270 BRT, ebenfalls ein Singledecker. 1978 kaufte er das 1975 in Rumänien gebaute mit 5030 BRT vermessene Frachtmotorschiff Cypress, das in Leo Sharpy umgetauft wurde.
Diese fünf eigenen Motorfrachter, zwei Zwischendecker und drei Singledecker, wurden von der Reederei Leonhardt Schiffahrt in der weltweiten Trampfahrt eingesetzt. Die nautischen und technischen Inspektionsarbeiten und auch das Personalwesen wurden von anderen Reedereien durchgeführt.
1980 bewahrte Bernd Leonhardt das Vermessungsschiff Gauss vor dem Verschrotten, indem er es von der Hamburger Abbruchfirma Eckhardt & Co. kaufte. Dieses Schiff wurde 1941 von D. W. Kremer Sohm, Elmshorn für die Kriegsmarine als Wassertanker Trave abgeliefert und nach dem Krieg 1946 an die US-Einrichtung Office of Military Government for Germany (OMGUS) übertragen. 1947 von der Bremer Reederei Ernst Glässel übernommen, wurde es bald darauf für die DHI zum Vermessungsschiff Gauss umgebaut und 1980 an Bernd Leonhardt übergeben. Sein Plan, die Gauss zur Luxusyacht für zahlende Passagiere umzubauen, wurde nicht realisiert. Das Schiff lag lange in Lübeck auf. 1982 wurden die zwei Zwischendecker aufgrund der schlechten Marktlage aufgelegt und 1983/84 in China bzw. Spanien abgebrochen.
1992 wurde der Reedereibetrieb stark reduziert. An dem Unternehmen Bernd Leonhardt Schiffahrt GmbH & Co. KG mit Sitz in Schenefeld sind zwei Gesellschafter beteiligt, und es wird derzeit (Stand: März 2017) von einem Manager geführt und ist im Handelsregister mit der Rechtsform GmbH & Co. KG eingetragen. Das Unternehmen wird beim Amtsgericht Pinneberg unter der Handelsregister-Nummer HRA 3827 PI geführt.